# Xemeneia de la Plemen
La Xemeneia de la Plemen és una obra de Riells i Viabrea (Selva) protegida com a Bé Cultural d'Interès Local.

## Descripció
Construcció de maó allargada i buida en l'interior, de secció transversal decreixent i d'estructura octogonal. La seva funció era evacuar els fums en la generació de vapor que alimentava la fàbrica de paper coneguda com a Complementos Industriales (la Plemen).

## Història
La xemeneia va ser dissenyada el 1957 per l'arquitecte Arnau Izard i es va construir un any més tard, el 1958.